# Asentamiento

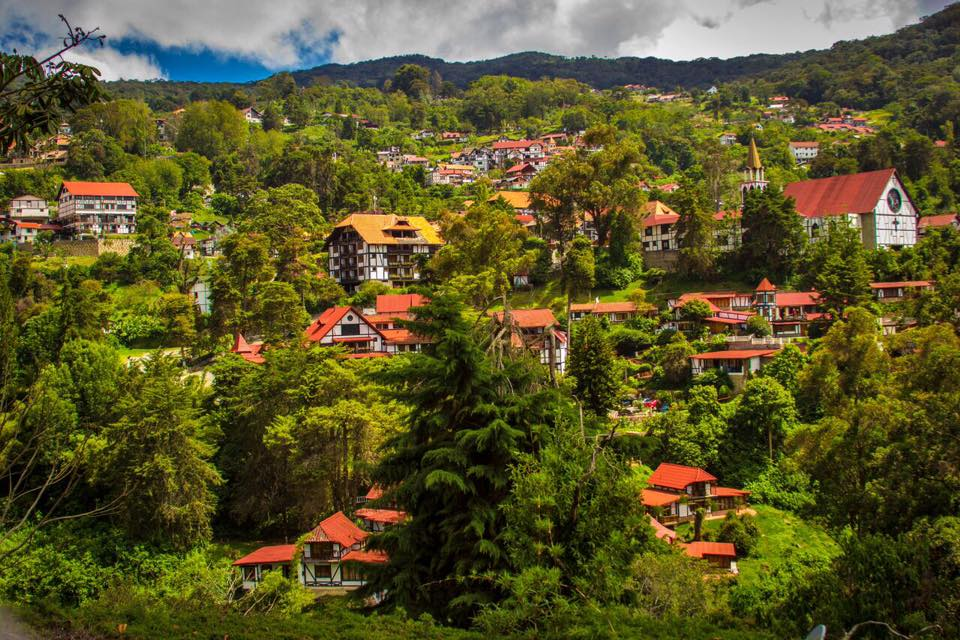
La Colonia Tovar, en Venezuela, un asentamiento fundado por inmigrantes alemanes en 1843.

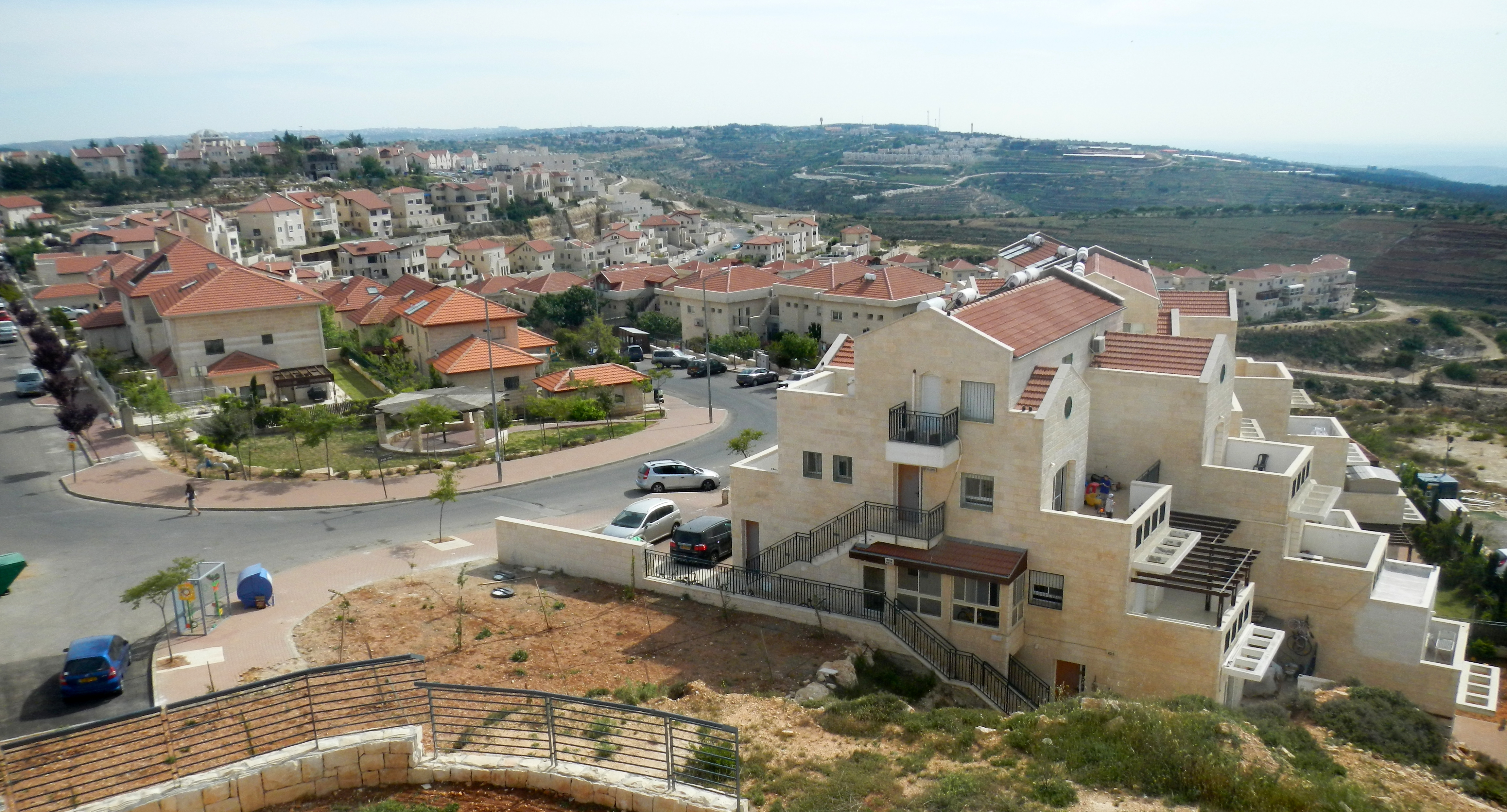
Neve Daniel, un asentamiento israelí en la Cisjordania ocupada.

Un asentamiento humano es el lugar donde se establece una persona o una comunidad. El término asentamiento también  puede referirse al proceso inicial en la colonización de tierras, o las comunidades que resultan. En rigor, el término "asentamiento" puede referirse tanto a una caverna ocupada temporalmente por nómadas en la época paleolítica o neolítica, hasta las megalópolis de nuestros días.
Sin embargo, se entiende generalmente por "asentamiento" una agrupación de viviendas con un cierto grado de precariedad, ya sea desde el punto de vista de los servicios básicos presentes, o incluso desde el punto de vista de la legalidad de la ocupación de un determinado territorio. En el contexto de un territorio ocupado, un asentamiento es una presencia civil permanente protegida por militares.
Según las proyecciones de las Naciones Unidas, para 2050, estiman que los dos tercios de la población mundial, es decir un total de 6 mil millones de personas, se encontrará en ciudades, lo que acarreará grandes problemas de planificación del territorio.
La Declaración del Milenio de las Naciones Unidas  reconoce las graves circunstancias de los pobres urbanos en el mundo. Los Estados miembros se han comprometido a mejorar las vidas de al menos 100 millones de habitantes de tugurios para 2020.
Pueden existir diversos tipos de asentamientos: según la ley se pueden dividir en asentamientos formales y asentamientos informales. Un establecimiento formal o asentamiento regular forma la parte de un esquema del planeamiento de ciudad. Un establecimiento informal está fuera del esquema de planificación urbana.